# Hrabstwo Jasper (Georgia)
Hrabstwo Jasper – hrabstwo leżące w amerykańskim stanie Georgia. Jego siedziba mieści się w Monticello. Jest najbardziej wysuniętym na południowy–wschód hrabstwem obszaru metropolitalnego Atlanty.

## Miejscowości
- Monticello
- Shady Dale

## Sąsiednie hrabstwa
- Hrabstwo Morgan – północny wschód
- Hrabstwo Putnam – wschód
- Hrabstwo Jones – południe
- Hrabstwo Monroe – południowy zachód
- Hrabstwo Butts – zachód
- Hrabstwo Newton – północny zachód

## Demografia
Według spisu w 2020 roku liczy 14,6 tys. mieszkańców, w tym 76,1% stanowiła ludność biała nielatynoska, 17,9% to Afroamerykanie lub czarnoskórzy i 4,1% to Latynosi. 

## Polityka
Hrabstwo jest silnie republikańskie, gdzie w wyborach prezydenckich w 2020 roku, 76,1% głosów otrzymał Donald Trump i 23% przypadło dla Joe Bidena. 